# Volumen molar
El volumen molar de una sustancia, simbolizado Vm, es el volumen de un mol de esta. La unidad del Sistema Internacional de Unidades es el metro cúbico por mol:
Un mol de cualquier sustancia contiene {\displaystyle 6,022140\cdot 10^{23}} partículas. En el caso de sustancias gaseosas moleculares un mol contiene NA moléculas. De aquí resulta, teniendo en cuenta la ley de Avogadro, que un mol de cualquier sustancia gaseosa ocupará siempre el mismo volumen (medido en las mismas condiciones de presión y temperatura). 
Experimentalmente y mediante la ley de los gases ideales, se ha podido comprobar que el volumen que ocupa un mol de cualquier gas ideal en condiciones estándar (Presión de 105 pascales (1 bar), Temperatura de 273,15 K, 0 °C) es de 22,7 litros. Si se utiliza como presión 1 atm (101325 Pa) en vez de 1 bar, este valor cambia y es 22,4 L (22.414 L para ser más específicos). Este valor se conoce como volumen molar normal de un gas. 
Este valor del volumen molar corresponde a los llamados gases ideales o perfectos; los gases ordinarios no son perfectos y su volumen molar se aparta ligeramente de este valor. Así los volúmenes molares de algunos gases son:
- Monóxido de carbono (CO) = 22,4 L
- Dióxido de azufre (SO2) = 21,9 L
- Dióxido de carbono (CO2) = 22,3 L

En el caso de sustancias en estado sólido o líquido el volumen molar es mucho menor y distinto para cada sustancia. Por ejemplo:
- Para el nitrógeno líquido (–210 °C) el volumen molar es de 34,6 cm³.
- Para el agua líquida (4 °C) el volumen molar es de 18,0 cm³.

## Ejemplo
- ¿Qué volumen ocupan 30 gramos de gas nitrógeno, N2, a cero grados Celsius y una atmósfera de presión? (Masa atómica del nitrógeno: 14,0067).

Haciendo la regla de tres:
{\displaystyle {\begin{array}{rcl}2\cdot 14{,}0067\;{\text{g N}}&\longrightarrow &1\;{\text{mol}}=22{,}4\;{\text{L}}\\30\;{\text{g N}}&\longrightarrow &x\;{\text{L}}\end{array}}}
despejando {\displaystyle x}:2
{\displaystyle x={\frac {22{,}4\;{\text{L}}\cdot 30\;{\text{g N}}}{2\cdot 14{,}0067\;{\text{g N}}}}}
realizadas las operaciones da como resultado:
{\displaystyle x=23,99\;{\text{L}}}
que es el volumen ocupado por 30 gramos de nitrógeno a cero grados Celsius y una atmósfera de presión.
- ¿Cuál es la masa de 50 litros de gas oxígeno, O2, a cero grados Celsius y una atmósfera de presión? (Masa atómica del oxígeno: 15,9994).

Por regla de tres tenemos que:
{\displaystyle {\begin{array}{rcl}1\;{\text{mol}}=22{,}4\;{\text{L}}&\longrightarrow &2\cdot 15{,}9994\;{\text{g O}}\\50\;{\text{L}}&\longrightarrow &x\;{\text{g O}}\end{array}}}
despejando x:
{\displaystyle x={\frac {2\cdot 15{,}9994\;{\text{g O}}\cdot 50\;{\text{L}}}{22{,}4\;{\text{L}}}}}
realizadas las operaciones da como resultado:
{\displaystyle x=71{,}43\;{\text{g O}}},
que es la masa en gramos de 50 litros de oxígeno en condiciones normales: cero grados Celsius y una atmósfera de presión.